# Coppa di Svizzera 2000-2001 (hockey su pista)
La Coppa di Svizzera 2000-2001 è stata la 43ª edizione della principale coppa nazionale svizzera di hockey su pista. Il torneo ha avuto inizio il 3 settembre 2000 e si è concluso l'11 giugno 2001. Il trofeo è stato conquistato dal Thunerstern per la quinta volta nella sua storia.

## Risultati

### Primo turno
| Squadra 1        | Risultato | Squadra 2         |
| ---------------- | --------- | ----------------- |
| 3 settembre 2000 |           |                   |
| Basilea          | 1 - 12    | Villeneuve        |
| Gipf-Oberfrick   | 5 - 7     | RC Zurigo         |
| Uri              | 6 - 2     | Juventus Montreux |

### Ottavi di finale
| Squadra 1       | Risultato | Squadra 2   |
| --------------- | --------- | ----------- |
| 1º maggio 2001  |           |             |
| Biasca          | 8 - 6     | Langenthal  |
| Ginevra         | 2 - 3     | Wimmis      |
| Langnau         | 1 - 10    | Thunerstern |
| Losanna Roller  | 0 - 12    | Vordemwald  |
| Münsingen Wölfe | 5 - 3     | Diessbach   |
| Pully           | 3 - 11    | Uttigen     |
| Uri             | 7 - 3     | RC Zurigo   |
| Villeneuve      | 2 - 4     | Montreux    |

### Quarti di finale
| Squadra 1      | Risultato | Squadra 2       |
| -------------- | --------- | --------------- |
| 15 maggio 2001 |           |                 |
| Biasca         | 4 - 5     | Uttigen         |
| Uri            | 2 - 1     | Montreux        |
| Wimmis         | 7 - 9     | Thunerstern     |
| Vordemwald     | 3 - 2     | Münsingen Wölfe |

### Semifinali
| Squadra 1      | Risultato | Squadra 2   |
| -------------- | --------- | ----------- |
| 30 maggio 2001 |           |             |
| Uri            | 4 - 9     | Thunerstern |
| Vordemwald     | 3 - 7     | Uttigen     |

### Finale
| 11 giugno 2001 | Thunerstern | 4 – 2 | Uttigen |  |

## Campioni
| Vincitore Coppa di Svizzera 2000-2001 |
| ------------------------------------- |
| Thunerstern 6º titolo                 |